# Zone 51
Pour les articles homonymes, voir Area 51.
Pour le double épisode de la série télévisée X-Files, voir Zone 51 (X-Files).
La Zone 51 est une aire géographique du Nevada aux États-Unis — aussi appelée Dreamland, Watertown, The Ranch, Paradise Ranch, The Farm, The Box, Groom Lake, Zone 51 A, Neverland ou encore The Directorate for Development Plans Area — où se trouve une base militaire dite secrète, et où sont testés entre autres des appareils expérimentaux. Elle est mentionnée pour la première fois dans des documents officiels américains rendus publics en août 2013, qui décrivent les essais secrets de l'avion Lockheed U-2.
Depuis 1989, la Zone 51 est aussi liée aux théories sur les d'ovnis, à la suite de nombreuses histoires et légendes qui entourent ce site.

## Géographie

Carte montrant la Zone 51, la NAFR et le NTS.

La zone 51 est un rectangle d'approximativement 155 km2 dans le comté de Lincoln au Nevada, à environ 100 miles ou 160 km au nord-ouest de Las Vegas. Elle fait partie du vaste (12 140 km2) territoire de l'USAF de Nellis (Nellis Air Force Range ou NAFR). La zone 51 est formée principalement de la vallée Emigrant Valley, bordée par les chaînes de montagnes Groom et Papoose, au nord et au sud, respectivement ; et des collines Jumbled Hills, à l'est. Entre les deux chaînes se trouve le lac Groom (37° 16′ 05″ N, 115° 47′ 58″ O, un lit de lac asséché d'environ 5 km de diamètre. Du côté sud-ouest du lac (37° 14′ 00″ N, 115° 49′ 00″ O, il y a un aéroport militaire avec des pistes d'atterrissage bétonnées, dont une, désaffectée, se poursuit sur le lit du lac, et quatre pistes en terre battue sur le lac lui-même.
La zone 51 a cinq pistes opérationnelles. La principale est la 14L/32R, une piste au revêtement de béton d'une longueur de 3 650 m par 60 m de largeur avec une zone de débordement de 300 m à chaque extrémité. La seconde piste, la 12/30, qui sert aussi de voie de circulation est d'une longueur de 1 650 m par 45 m de largeur. La piste désaffectée a près de 10 km de longueur (six miles). Sa surface est bétonnée sur près de 3 800 m, asphaltée sur 3 400 m, et présente deux sections de 1 600 m et 800 m d'asphalte en piteux état aux extrémités nord et sud, respectivement. On y retrouve au moins trois groupes d'indicateurs distincts, laissant croire que la piste n'a jamais été utilisée sur toute sa longueur à la fois[pas clair]. À l'heure actuelle, seule une portion de 2 000 m est identifiée, qui forme la piste 14R/32L. 
Les pistes en terre battue sur le lit du lac sont par paire[pas clair] et ont une longueur atteignant 3 400 m. Elles servaient lors de forts vents contraires.

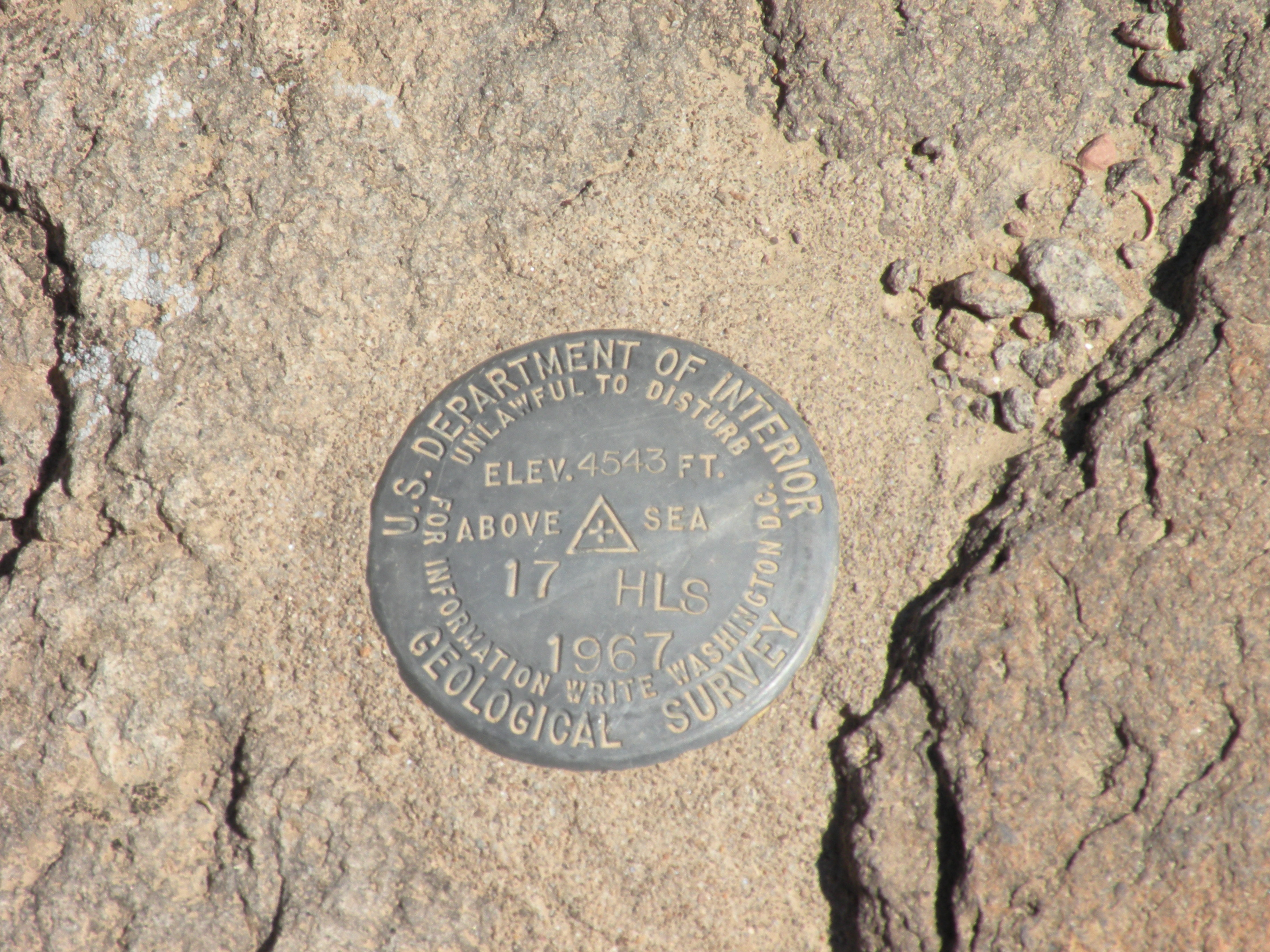
Un repère topographique dans un ancien lac asséché. Ce lac asséché servait de piste d'urgence pour la navette spatiale de la NASA.

À l'ouest des pistes se trouvent de nombreux hangars pouvant accueillir des avions de diverses tailles, des ateliers, le terminal des avions Janet, des dortoirs pouvant héberger plus de 1 000 personnes, un gymnase avec piscine, une cafétéria, divers bâtiments administratifs et même un terrain de baseball. À l'extrémité sud de la base, il y a une carrière permettant de fabriquer sur place le béton nécessaire à la réfection des pistes et à la construction de nouveaux bâtiments. Plus au sud encore, se trouvent des bunkers où sont entreposés les armements. À l'extrémité nord de la base, sur les rives du lac asséché, se trouve une panoplie d'antennes radar de divers modèles. Un peu au nord-ouest du terrain de baseball, se trouvent les tranchées, maintenant remblayées, où jadis on brûlait les déchets.
La zone 51 partage sa bordure ouest avec la zone Yucca Flats du site d'essais du Nevada (NTS), l'endroit où le département de l'Énergie des États-Unis a effectué une bonne partie de ses essais nucléaires en 1951. Le dépôt de déchets nucléaires de Yucca Mountain est à environ 65 km au sud-ouest du lac Groom.
La zone est reliée au réseau routier du NTS, avec une ou des routes goudronnées, asphaltées ou bitumées  vers le village de Mercury et les Yucca Flats du côté nord-ouest. Sur la rive nord-est du lac, la Groom Lake Road, une route de terre en bon état, serpente à travers les collines Jumbled Hills. Groom Lake Road est l'ancien chemin qui conduisait aux mines dans la chaîne Groom. Il a été amélioré depuis la fermeture des mines. Son cours tortueux passe par une guérite, mais le périmètre de sécurité entourant la base s'étend un kilomètre plus loin vers l'est. Après la limite du périmètre restreint, marqué par plusieurs panneaux d'avertissement qui indiquent que « toute photographie est interdite » et que « l'usage de moyens létaux est permis », Groom Lake Road descend vers la vallée Tikaboo, en passant devant l'entrée de plusieurs petits ranchs avant de rejoindre la route 375, baptisée Extraterrestrial Highway (autoroute des extra-terrestres), au sud du village de Rachel.

## Création
La création de la zone 51 revient à l'initiative de Richard M. Bissell Jr., officier de la CIA qui était alors chargé de superviser le développement des avions espions U-2, cherchait un site idéal afin d'y effectuer les vols d'essai et former les pilotes. Il repéra pour la première fois la zone lors d'une mission de reconnaissance aérienne au-dessus du Nevada en avril 1955, en compagnie d'un représentant de l'US Air Force et de deux autres personnes. Les quatre hommes se posèrent ce jour-là près d'une vieille piste à l'abandon à la lisière de Groom Lake, non loin du site d'essais nucléaires du Nevada. Richard Bissell demanda alors à l'amiral Lewis Strauss qui présidait la Commission de l'énergie atomique (AEC) d'acquérir le terrain, ce qu'il fit aisément. Le président Eisenhower approuva également l'ajout de ce terrain désertique, connu sous son appellation cartographique de zone 51, au site d'essai du Nevada.

## Les opérations à Groom Lake
La base militaire de Groom Lake n'est pas une base conventionnelle et des escadrilles de première ligne n'y sont habituellement pas déployées. Elle semble plutôt être utilisée pour le développement et les essais de nouveaux appareils. Lorsque ceux-ci sont acceptés par l'USAF, leur exploitation est généralement transférée à une base militaire conventionnelle. Groom Lake serait aussi la résidence permanente d'un petit nombre d'appareils d'origine soviétique obtenus par divers moyens qui sont supposés être étudiés et utilisés pour l'entraînement des pilotes américains.
Des satellites soviétiques ont photographié la zone 51 durant la guerre froide, mais ces images ne permettent que des conclusions modestes à propos de la base. Des images plus récentes obtenues par des satellites commerciaux démontrent que la base a gagné en surface, mais ne montrent rien d'exceptionnel.

### Programme Senior Year / U-2

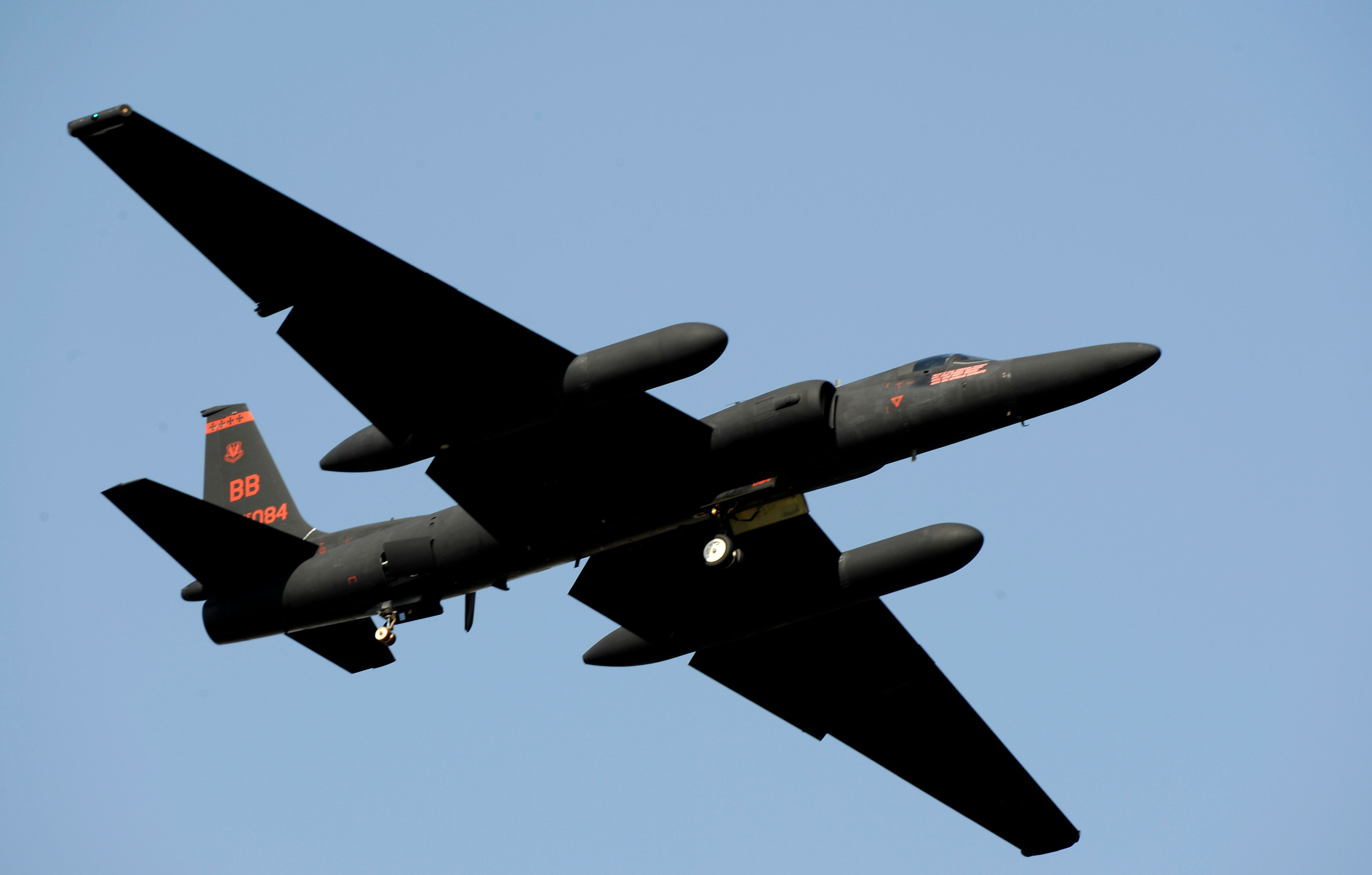
Un Lockheed U-2.

Le lac Groom était utilisé pour des pratiques d'artillerie et de bombardement pendant la Seconde Guerre mondiale et a ensuite été abandonné jusqu'en 1955, quand il fut sélectionné par la division Skunk Works de la compagnie Lockheed comme l'endroit idéal pour tester son futur avion espion U-2. Le lit du lac asséché était une piste idéale pour opérer l'appareil à ses débuts et les chaînes de montagnes de la vallée Emigrant ainsi que le périmètre de sécurité entourant le NTS permettaient de faire ces tests à l'abri des regards curieux.
Lockheed construisit une base à Groom Lake qui n'était guère plus que quelques abris et ateliers avec une constellation de maisons mobiles pour héberger la petite équipe y travaillant. Le premier U-2 vola au-dessus de Groom Lake en août 1955 et des U-2 sous le contrôle de la CIA commencèrent à survoler le territoire soviétique dès le milieu de 1956.
À cette époque, les essais nucléaires du NTS étaient encore faits à l'air libre. Les opérations du U-2 furent souvent interrompues en 1957 par la série de tests atomiques Plumbbob qui fit sauter deux douzaines de bombes sur le NTS. L'explosion Plumbbob-Hood, le 5 juillet, répandit des débris radioactifs sur Groom Lake et en força l'évacuation temporaire.
Comme la mission principale de l'avion U-2 était de survoler l'URSS, il opéra par la suite principalement à partir de bases près de la frontière soviétique, incluant Incirlik Air Base en Turquie et Peshawar, au Pakistan.

### Programme OXCART / A-12 / SR-71 / D-21

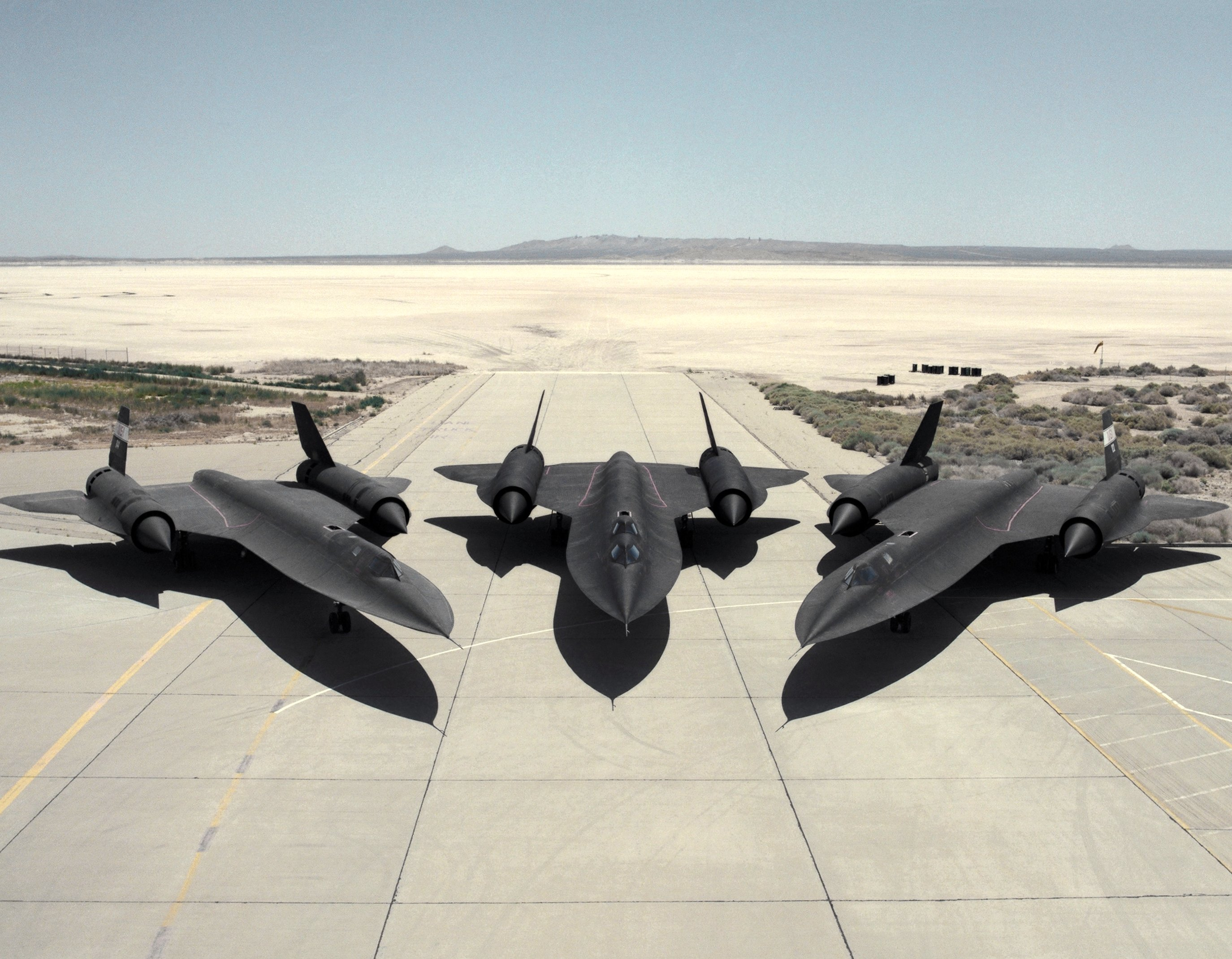
Des Lockheed SR-71 blackbird.

Avant même que le développement du U-2 ne soit terminé, les ingénieurs de Lockheed commencèrent à travailler sur son successeur : le projet « OXCART » de la CIA, un appareil de reconnaissance à haute-altitude pouvant filer à mach 3 et qui aboutira au fameux SR-71 Blackbird (projet « Senior Crown »). L'USAF dirigeait en parallèle un projet qui devait développer un chasseur (projet YF-12 A, abandonné) et un bombardier (jamais réalisé) basés sur le même prototype. Les caractéristiques de vol et besoins en entretien du SR-71 demandèrent une expansion massive du complexe de Groom Lake. Le prototype du A-12 fit son premier vol officiel le 30 avril 1962, après un premier essai officieux 4 jours plus tôt. À ce moment, la piste principale avait été allongée à 2 600 m, et le personnel de la base comptait maintenant plus de 1 000 personnes. Il y avait des réservoirs pour stocker le carburant spécial destiné à cet avion, une tour de contrôle, et même un terrain de baseball. La sécurité avait aussi été grandement améliorée. La petite mine de fer dans le bassin Groom fut fermée et le territoire autour de la vallée fut classé à usage militaire exclusif. Groom Lake vit les premiers vols de toutes les variantes majeures du programme : le A-12, le RS-71 (renommé SR-71 par le commandant en chef de l'armée de l'air, Curtis LeMay), le prototype du chasseur YF-12 A ainsi que le projet « Senior Bowl » de drone supersonique D-21 Tagboard qui devait être lancé depuis l'arrière d'un A-12 modifié ou d'un B-52.

### Programme Have Drill / Have Ferry / Have Doughnut (MiG-17F / MiG-21)

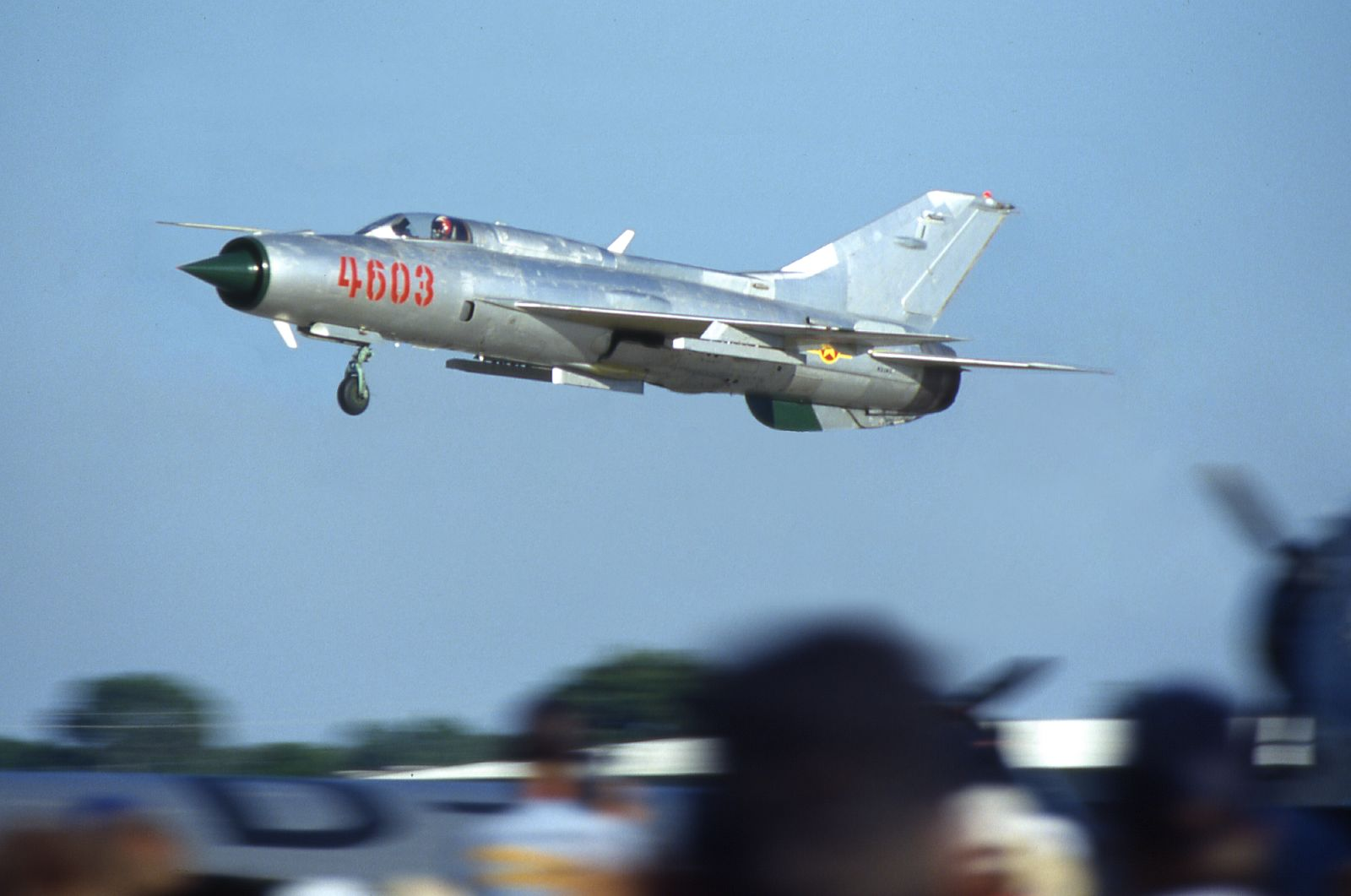
Un MiG-21.

À la fin de la guerre de Corée un pilote nord-coréen déserta et se rendit aux Américains. Son appareil, un MiG-15 fut étudié sur la base de l'armée de l'air de Wright-Patterson en Ohio. À la suite du succès de cette entreprise, et faisant de nouveau face à ces appareils soviétiques lors de la guerre du Viêt Nam, les États-Unis décidèrent de se procurer des exemplaires des avions utilisés par les pilotes de la République démocratique du Viêt Nam dans le but de trouver leurs points faibles et de parfaire l'entraînement des pilotes américains qui devaient les affronter.
En 1968, les États-Unis empruntèrent à Israël un MiG-21 d'origine irakienne, dans le cadre du projet « Have Doughnut ». En 1969, ce fut au tour de deux chasseurs MiG-17F d'origine syrienne d'être étudiés. L'un d'eux fut baptisé projet « Have Drill », et l'autre, projet « Have Ferry ». Les trois appareils furent étudiés à Groom Lake et rendus à l'armée de l'air israélienne à la fin des exercices.

### Programme Have Blue / Senior Trend / F-117

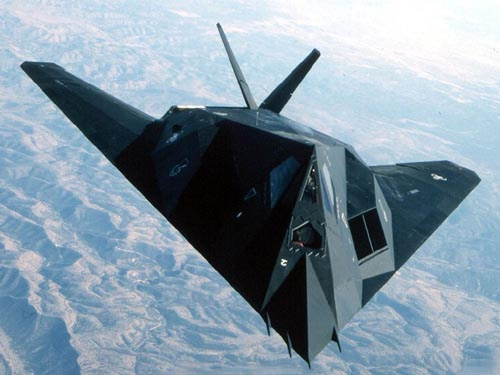
Un Lockheed Martin F-117 Nighthawk.

Le premier prototype de chasseur furtif Have Blue, un petit cousin du F-117 Nighthawk, vola à Groom Lake à la fin de 1977. Les essais sur cette série de prototypes ultra-secrets s'y déroulèrent jusqu'au milieu de l'année 1981, lorsque les essais laissèrent leur place à la production initiale de chasseurs F-117. En plus des tests de vol, le complexe de Groom Lake servait à vérifier le profil radar de l'appareil, les tests d'armements du F-117 ainsi que l'entraînement du premier groupe de pilotes de F-117 de l'armée de l'air américaine. Par la suite, les opérations en service des F-117 furent déplacées dans le complexe Tonopah Test Range situé dans le nord-ouest du NAFR (37° 47′ 51″ N, 116° 47′ 00″ O) et finalement à la base militaire de Holloman, au Nouveau-Mexique.

### Programmes subséquents
Depuis la mise en service du F-117, les activités à Groom Lake ont continué sans relâche. La base et les pistes qui s'y rattachent ont été agrandies, et les vols quotidiens en provenance de Las Vegas transportant le personnel civil ont toujours lieu. Certains analystes affirment que selon les photos satellites récentes, la base aurait un personnel vivant sur place d'environ 1 000 personnes avec autant qui voyagent de Las Vegas tous les jours. En 1995, le gouvernement américain agrandit le périmètre d'exclusion autour de la base pour inclure des sommets adjacents qui permettaient aux curieux d'avoir une vue sur la base. Depuis, une visibilité limitée du complexe n'est possible que depuis quelques sommets éloignés, particulièrement le mont Tikaboo (37° 20′ 40″ N, 115° 21′ 32″ O), à environ 42 km à l'est.
Certaines rumeurs supposent que les appareils testés à Groom Lake incluraient certains drones secrets, un petit appareil furtif de transport de troupes à décollage et atterrissage vertical, des missiles de croisière furtifs, ainsi que l'hypothétique appareil hypersonique Aurora. Certains disent aussi que l'avion furtif de démonstration Tacit Blue aurait aussi été initialement testé à Groom Lake.

## Les employés de la zone 51

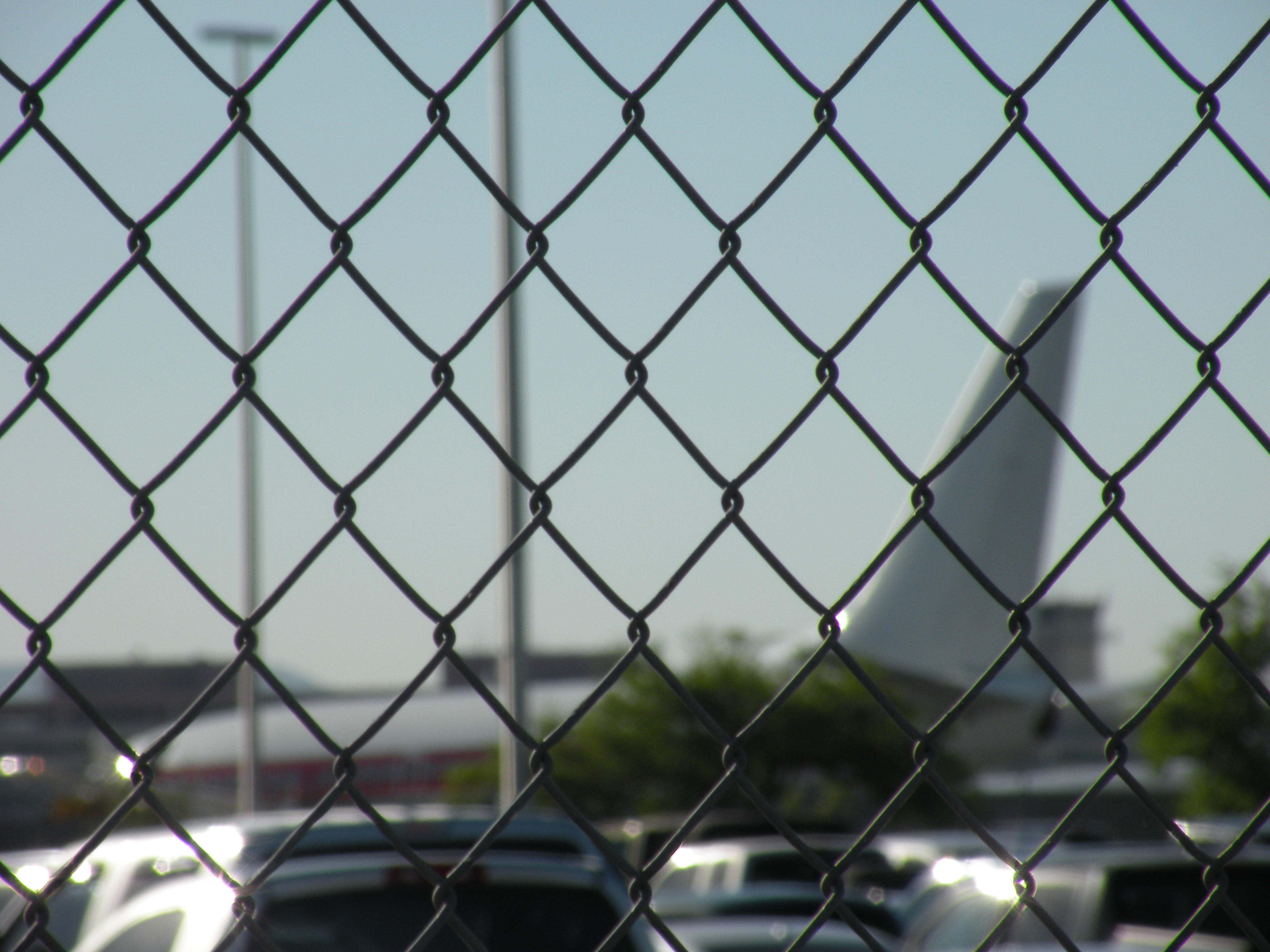
L'un des avions de Janet Airlines à l'aéroport international de Las Vegas, Nevada.

La compagnie Edgerton, Germeshausen and Grier, Inc., maintenant connue sous le nom d'EG&G, opère d'un terminal privé à l'aéroport international McCarran de Las Vegas. Un certain nombre d'appareils sans identification font quotidiennement la navette entre McCarran et divers endroits à l'intérieur de la NAFR.
Ces appareils utiliseraient l'appel radio Janet (par exemple : JANET 6), qui serait un acronyme pour « Joint Air Network for Employee Transportation » (Réseau conjoint de transport aérien d'employés) ou bien, peut-être à la blague « Just Another Non-Existant Terminal » (Encore un autre terminal qui n'existe pas).
Selon les annonces que l'EG&G place dans les journaux de Las Vegas pour recruter des pilotes de ligne avec expérience, les intéressés doivent subir une enquête de sécurité du gouvernement et s'ils sont choisis, ils peuvent toujours revenir dormir à Las Vegas.
Ces avions, peints en blanc avec une bande rouge (couleurs de la compagnie Western Airlines, aujourd'hui disparue), incluent des Boeing 737 et plusieurs petits jets privés. Il est à noter que ces avions n'ont aucun numéro distinctif, à la différence de la plupart des avions transportant des passagers. Selon leur numéro d'enregistrement, ils appartiennent à diverses compagnies civiles de location d'avions. Ils feraient la liaison vers Groom Lake, Tonopah Test Range, d'autres endroits dans le NAFR et peut-être vers les bases de Palmdale et China Lake en Californie.
Des observateurs qui ont compté les départs et les voitures dans le parc de stationnement de la EG&G à McCarran estiment que plus de 1 000 personnes utilisent les vols JANET chaque jour.
Pour les quelques employés résidant dans les villages avoisinant le NAFR, un autobus peint en blanc effectue le trajet le long de la route 375 et de la Groom Lake Road. Personne ne sait si ces gens sont des employés de la zone 51 ou d'autres installations du NTS. L'autobus fait des arrêts dans les villages de Crystal Springs, Ash Springs, et Alamo.

## La position du gouvernement sur la zone 51

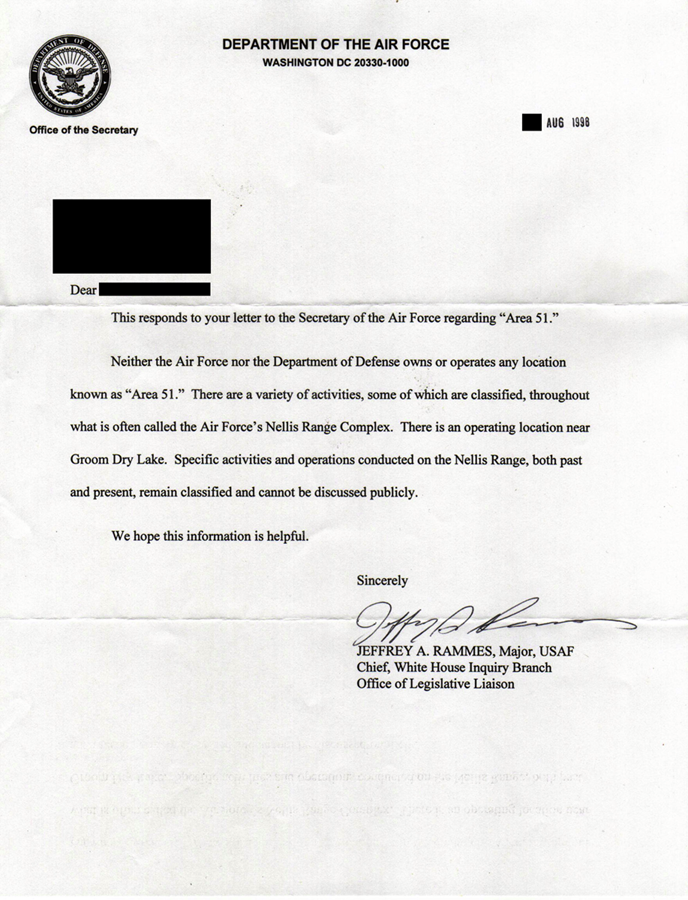
Une lettre de l'USAF répondant à une requête concernant la zone 51.

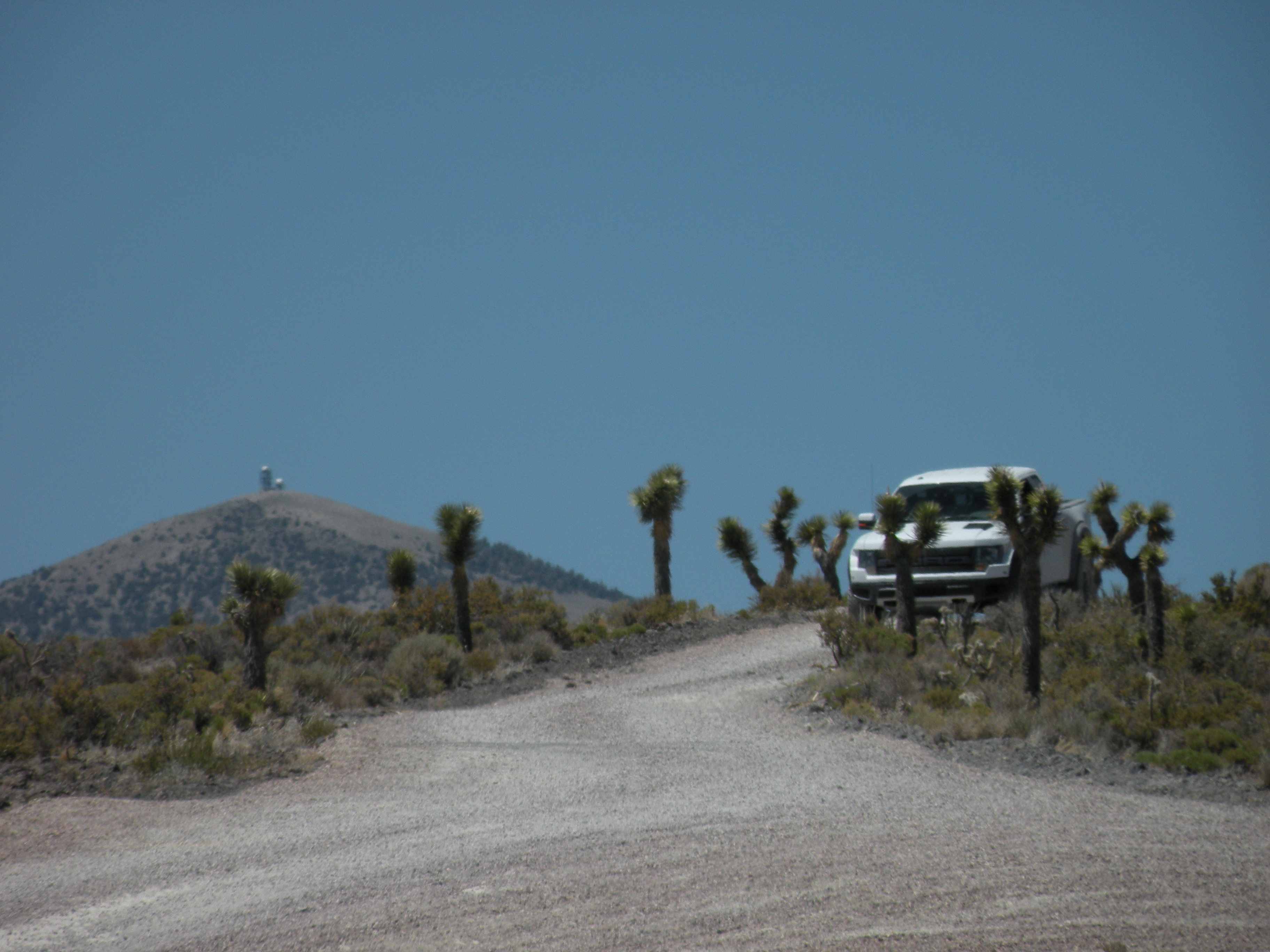
Il existe de nombreuses tours de sécurité sur les montagnes qui entourent la zone 51. Il est aussi possible d'observer des véhicules de sécurité qui surveillent constamment les nombreuses entrées de la base.

Le gouvernement américain reconnaît l'existence du complexe de Groom Lake, mais ne se prononce pas sur ce que l'on y fait. Contrairement au reste de la NAFR, la zone entourant le lac Groom est hors-limite de façon permanente au trafic aérien civil et militaire régulier. Même les pilotes de l'armée de l'air qui s'entraînent dans la NAFR sont sévèrement réprimandés s'ils s'aventurent dans la « boîte » nommée R4808E entourant l'espace aérien de Groom Lake.
La sécurité au sol du périmètre est assurée par des gardes en uniforme employés par la firme EG&G qui patrouillent dans des camionnettes Jeep Cherokee blanches ou des camionnettes Ford ou Chevrolet couleur sable. L'uniforme des gardes leur a valu le surnom de « camo dudes » (mecs camouflés). Bien que les gardes soient armés de fusils d'assaut M-16 et qu'ils soient autorisés à les utiliser, aucun incident violent n'a été rapporté ; les camo dudes se contentent habituellement d'escorter les visiteurs à l'extérieur du périmètre et d'attendre le sherif du comté de Lincoln qui leur inflige une amende d'environ 600 $. Certains ont par la suite reçu des visites d'agents du FBI ; d'autres ont été détenus à l'extérieur du périmètre pour avoir simplement pointé leur caméra en direction de la base. Les gardes sont aidés dans leur tâche par des détecteurs de mouvements et par des hélicoptères HH-60 Pave Hawk.[réf. nécessaire]
La base n'apparaît sur aucune carte officielle du gouvernement américain ; la carte topologique de la région ne mentionne que la mine abandonnée des Monts Groom, et les cartes d'aviation civile pour l'État du Nevada montrent un grand espace restreint, mais l'incluent dans l'espace aérien restreint de Nellis. De la même façon, la page de l'Atlas National montrant les terres fédérales au Nevada ne fait pas la distinction entre la base de Groom Lake et le reste des installations de la NAFR. Avant d'être rendues publiques, les images prises par le satellite Corona dans les années 1960 ont été altérées. À la suite de requêtes du public dans le cadre de la loi sur l'accès à l'information, le gouvernement a répondu que ces clichés semblaient avoir été détruits. Les images prises par le satellite Terra, qui étaient disponibles au grand public, ont été retirées des serveurs web, incluant le service de Microsoft, en 2004. Les images prises par le satellite Landsat 7 sont toujours disponibles et ce sont celles qui sont utilisées par le programme Google Maps. Des images d'origines autres que la NASA, telles que des images à haute-résolution russes et du système commercial IKONOS sont aussi disponibles.

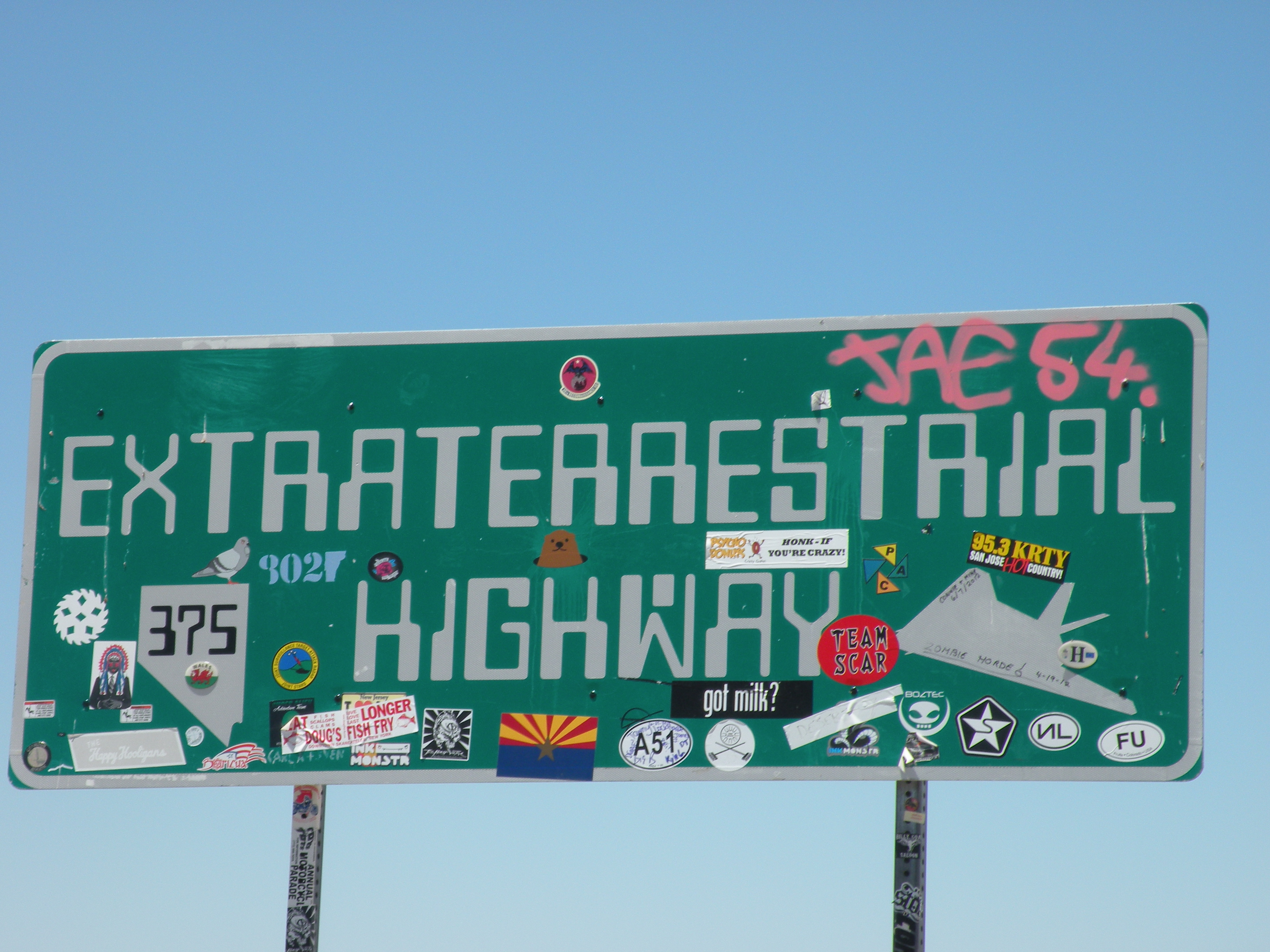
L'un des panneaux de la route 375.

Certains logiciels commerciaux permettant aux pilotes de faire leurs plans de vols listent les coordonnées des pistes de la base de Groom Lake sous le nom de Homey, Nevada, sans toutefois en préciser la teneur.
Le gouvernement de l'État du Nevada, reconnaissant le potentiel touristique, a renommé la section de la route 375 près du village de Rachel « Extraterrestrial highway » (l'autoroute des extra-terrestres).
Bien que les propriétés fédérales à l'intérieur de la base soient exemptes de taxes, les installations appartenant aux propriétaires privés ne le sont pas. Un chercheur a remarqué que la base ne déclarait qu'une valeur de 2 millions de dollars au percepteur d'impôts du comté de Lincoln, qui est incapable d'en faire l'évaluation, n'ayant pas les accréditations nécessaires pour aller sur le site. Plusieurs résidents du comté se sont plaints que la base était un injuste fardeau pour le comté, compte tenu des coûts élevés de la surveillance policière requise et du peu d'emplois fournis aux résidents du comté - la majorité des employés de la zone 51 provenant de Las Vegas.
Le 15 août 2013, un document top-secret de 400 pages, réalisé par deux historiens de la CIA pour retracer l'historique de la base, est déclassifié sur requête d'un historien intéressé, ce qui officialise pour la première fois, indirectement, l'existence de la Zone 51 dans le Nevada.

### Contentieux environnementaux
En 1994, les épouses de Walter Kasza et Robert Frost, qui avaient été mariées à des employés civils de l'armée, ainsi que cinq autres employés anonymes représentés par un professeur de droit de l'université George Washington, Johnathan Turley, entamèrent une action judiciaire contre l'USAF et l'Agence de protection de l'environnement. Dans leur poursuite, ils alléguaient avoir été présents lorsque de grandes quantités de produits chimiques furent brûlées dans des tranchées à ciel ouvert sur le site de Groom Lake. Des analyses pathologiques de prélèvements faits sur les plaignants furent effectuées par des biochimistes de l'université Rutgers et des niveaux élevés de dioxine, dibenzofurane et trichloroéthylène furent détectés dans leur graisse corporelle. Les plaignants prétendaient avoir subi des dommages à la peau, au foie et aux voies respiratoires à la suite de leur travail à Groom Lake et que ces derniers avaient contribué au décès de MM. Frost et Kasza. La poursuite désirait obtenir une compensation pour les blessures encourues, prétendant que l'USAF avait illégalement manipulé des produits toxiques et que l'EPA avait failli à sa tâche de faire respecter la Resource Conservation and Recovery Act (loi sur la conservation et récupération des ressources - qui régit l'utilisation de matières dangereuses). Ils désiraient aussi obtenir des informations détaillées sur les produits auxquels ils avaient été exposés, espérant ainsi pouvoir obtenir des traitements plus adéquats pour ceux qui étaient encore vivants.
Le gouvernement a demandé au juge Philip Pro de la Cour de Las Vegas une exemption d'avoir à déposer des documents protégés ou de forcer les témoins à avoir à révéler des renseignements secrets, ce qui pourrait menacer la sécurité nationale. Quand le juge Pro rejeta l'argument du gouvernement, le président des États-Unis Clinton émit un décret présidentiel exemptant « the Air Force's Operating Location Near Groom Lake, Nevada » (le site d'exploitation de l'armée de l'air près de Groom Lake, Nevada) des clauses de divulgations des lois environnementales. À la suite de cela, le juge dut rejeter la cause pour faute de preuves. Le professeur Turley en appela de cette décision, prétendant que le gouvernement avait abusé de son pouvoir de classer le matériel protégé. Le secrétaire à l'armée de l'air Shiela E. Widnall déposa un document alléguant que révéler les éléments contenus dans l'air et l'eau aux environs de Groom Lake « pourrait révéler la nature et l'ampleur des activités protégées ». La cour d'appel rejeta la requête du professeur Turley. La Cour suprême des États-Unis a refusé d'entendre sa cause, enlevant tout espoir pour les victimes.
Le Président continue de renouveler tous les ans le décret d'exemption pour Groom Lake,,. Ceci constitue la seule reconnaissance formelle, bien qu'indirecte, que les installations de Groom Lake n'ont pas la même vocation que le reste des installations de la NAFR.
En août 2013, la zone est mentionnée pour la première fois sur des documents officiels américains déclassifiés décrivant les essais secrets de l'avion Lockheed U-2, dont la base d'essais est localisée sur la Zone 51,.

### L'incident Skylab de 1974
Une note écrite en 1974 par le directeur de la CIA William Colby à un autre administrateur de la CIA rapporte que, dans le cadre d'un programme plus large, les astronautes à bord de Skylab 4 avaient photographié par inadvertance un endroit qu'ils n'auraient pas dû (« There were specific instructions not to do this. <CENSURÉ> was the only location which had such an instruction. »). Selon le journaliste Dwayne Day, le contexte de la note porte à croire qu'il s'agit bel et bien de Groom Lake.
La note démontre le débat entre plusieurs agences fédérales concernant le statut de ces photos ; le ministère de la Défense, d'un côté, voulant que les photos soient classifiées top-secret, et la NASA et le ministère des Affaires étrangères, de l'autre, ne le voulant pas. L'objet de la note elle-même était de savoir s'il était légal de classifier des images obtenues par un programme qui ne l'était pas.[réf. nécessaire]
Une remarque manuscrite sur le document, probablement écrite par le directeur Colby lui-même[réf. nécessaire] :

« Il l'a soulevé. Disant que le ministère des affaires étrangères avait une opinion précise là-dessus, mais qu'il était tenté de me laisser décider. Je me demande si nous devons les protéger puisque : 
1. L'URSS les a déjà grâce à leurs propres satellites ;
2. Qu'y est-il révélé ?
3. Si c'est révélé, pourquoi ne dit-on pas simplement que l'USAF y travaille ?[réf. nécessaire] »

La note ne dit pas ce qu'il est advenu de ces photos, mais elles ne figurent pas, avec les autres photos de Skylab 4, dans les archives nationales de Sioux Falls, Dakota du Sud.

## Ovnis et autres théories complotistes sur la zone 51
La connexion de la zone 51 avec les programmes secrets de recherches en aéronautique ainsi que certains rapports de phénomènes inhabituels ont amené la zone 51 au centre du folklore moderne sur les ovnis et les théories conspirationnistes. Certaines des prétendues activités incluent :
- que cette base appartiendrait au Directorate of Science & Technology de la CIA, à Air Force Research Laboratory, aux bureaux d'études secrets d'entreprises comme Lockheed Martin, société américaine d'aéronautique créatrice des avions furtifs tels que le F-22 ou le F-117 Nighthawk (via sa division de projets secrets/spéciaux Skunk Works), ou encore Boeing Phantom Works ;
- l'entreposage et l'étude d'appareils extraterrestres (dont du matériel récupéré de Roswell), l'étude de leur équipage (vivant ou mort), et la fabrication d'appareils basés sur la technologie extraterrestre ;
- le développement d'armement à énergie (pour l'initiative de défense stratégique ou autres) ou d'instruments de contrôle météorologiques ;
- les réunions ou collusions avec des extraterrestres ;
- les diverses activités reliées à un gouvernement mondial secret.

Plusieurs de ces théories concernent des installations souterraines à Groom Lake ou près de Papoose Lake. La majeure partie des installations se trouveraient sous terre et certains hangars abriteraient des monte-charges géants. En 1989, Bob Lazar a prétendu avoir travaillé à Papoose Lake sur les systèmes de propulsion d'une soucoupe volante appartenant au gouvernement américain dans un complexe qu'il nommait S-4.
Une autre théorie veut que le programme Apollo soit une supercherie et que la zone 51 soit l'endroit où l'on aurait filmé l'atterrissage sur la lune de 1969. Cette théorie semble basée sur des photos satellites russes qui montrent que certaines portions de la zone 51 et du NTS ressemblent à la surface de la Lune. En 2000, la chaîne de télévision américaine FOX diffusa un reportage sur ce sujet et déclara que cette hypothèse était fausse.
D'autres encore prétendent que durant les années 1990, les travaux les plus secrets effectués à Groom ont été déplacés vers d'autres endroits, dont Dugway Proving Ground près de Salt Lake City, Utah ou encore dans la zone 6113, zone militaire qui serait située en Alaska et que le secret qui continue d'entourer la zone 51 ne serait maintenu que pour induire en erreur les curieux.
Au début des années 2000,  Gary McKinnon, un des plus habiles pirates informatiques du monde et adepte de ces théories, a infiltré une centaine d'ordinateurs de la NASA et de plusieurs services militaires dans le but de voler des preuves. Il affirme avoir mis la main sur des documents relatifs à la détention d'une source d'énergie infinie, découverte grâce à des vaisseaux spatiaux extraterrestres.
Il ressort toutefois d'un rapport établi par la CIA entre 1954 et 1974 et maintenant déconfidentialisé, que le nombre des observations d'ovnis recensées dans la zone s'accrut de façon très sensible au moment où commencèrent les essais de l'avion espion U-2. Ce dernier volait à une altitude de vingt mille mètres ou plus alors que les avions commerciaux de l'époque ne dépassaient pas l'altitude de six mille mètres, ce qui a pu induire les observateurs en vol ou au sol en erreur. Le programme U-2 étant à l'époque confidentiel personne ne pouvait expliquer aux témoins ce qu'ils avaient vu.

## La zone 51 dans la culture populaire

### Films et séries télévisées
- X-Files : Aux frontières du réel (1993 - 2002) : la zone 51 est un élément récurrent de l'intrigue de divers épisodes de la série. Dans les épisodes 4 et 5 de la saison 6, intitulés Zone 51, l'agent du FBI Fox Mulder apprend l'existence d'une base secrète renfermant des technologies extraterrestres depuis 50 ans. Il décide de s'y rendre afin de déceler des preuves de l’existence des extraterrestres. Accompagné de l'agent Dana Scully, ils sont interceptés par des militaires, et leur chef, Morris Fletcher, qui leur ordonne de quitter les lieux. À ce moment, un mystérieux engin spatial les survole et intervertit les identités de Mulder et Fletcher. Mulder se retrouve dans le corps de Fletcher, et Fletcher dans celui de Mulder.
- Kalifornia (1993) : en route vers la Californie, Early et Carrie pénètrent dans la zone Dreamland lors d'une tornade et se réfugient dans une maison de test nucléaire remplie de mannequins.
- Roswell, la conspiration, épisode 24 (1999) : cet épisode s'intitule « Le Mystère du secteur 51 ».
- Zoom : L'Académie des super-héros est un film américain réalisé par Peter Hewitt, sorti en 2006.
- La colline a des yeux (2007), remake de 1977.
- Benjamin Gates et le Livre des secrets (National Treasure 2: the Book of Secrets) (2008)
- Indiana Jones et le Royaume du Crâne de Cristal (2008)
- Independence Day (1996) : la zone 51 y est représentée comme une base ultra-secrète servant à abriter des recherches sur une race extra-terrestre. Elle abrite le vaisseau accidenté de l'affaire de Roswell. Il est à noter que même le président des États-Unis et le chef d'état-major, dans ce film, ignorent son existence, l'ensemble des travaux qui s'y déroulent étant gérés par le seul secrétaire à la Défense. Ce dernier finit, dans Air Force One qui vient de quitter en urgence Washington, détruite par les extraterrestres, par révéler au Président Whitmore l'existence de cette base secrète. C'est là, d'ailleurs, que Air Force One se rend en réalité pour permettre au Président de coordonner la résistance à l'invasion extraterrestre. Devant l'étendue à l'extraordinaire qualité technologique du gigantesque complexe souterrain qu'est réellement la Zone 51, le Président Whitmore s'emporte contre son secrétaire à la Défense en lui demandant d'où viennent les fonds, visiblement faramineux, qui ont financé tout cela pendant des décennies. Son ministre préfère ne pas répondre.
- Fast Lane to Vegas (téléfilm érotique sorti en 2000) : sur la route de Las Vegas, Brian et Zack rencontrent des extraterrestres.
- Stargate SG-1 : la zone 51 est utilisée pour stocker et analyser les technologies d'autres planètes, ramenées par les équipes SG utilisant la Porte des Étoiles. Le SGC lui-même est dénommé « zone 52 ».
- Smallville : un complexe secret où Lex Luthor, puis Tess Mercer font leurs expériences sur des cobayes humains.
- Paul (2011) : de Greg Mottola, avec Simon Pegg, Nick Frost et Jason Bateman. Deux nerds entreprennent un road-trip dans la zone 51 où ils rencontrent Paul, un extraterrestre.
- Doctor Who (2011) : Le docteur est emprisonné par la CIA dans un hangar de la zone 51, dans le deuxième épisode de la saison 6.
- Les Looney Tunes passent à l'action (2003).
- Futurama : On apprend que le vaisseau et l'extraterrestre ne sont rien d'autre que le corps de Bender et de Docteur Zoidberg.
- Sonic X : dans l'épisode 3 de la saison 1, Sonic se rend dans une base militaire ressemblant à la zone 51 pour secourir Cream et Chesse, mais la base est appelée "zone 99".
- American Dad! (2012) : l'alien de la famille, Roger, est sauvé par Stan et évacué de la zone 51.
- Défis extrêmes : La Tournée mondiale (2010-2011) Lors de l'épisode 15 : Les bleus de l'espace, Louis Mercier fait atterrir nos candidats au beau milieu de la Zone 51 où ils doivent trouver des éléments d'origine extraterrestre.
- Transformers 2 : La Revanche (2009, Michael Bay) : le cube.
- Malcolm (série télévisée) : Dans un des épisodes se passant à Las Vegas, Hal, Malcolm et Reese, sont arrêtés après avoir pénétré une zone militaire interdite, en plein désert, ressemblant fortement à ladite Zone 51.
- Zero Dark Thirty (2012, Kathryn Bigelow) : La Zone 51 représente un bâtiment militaire où sont conçus les hélicoptères furtifs dans le cadre de l'opération Neptune's Spear (Trident de Neptune).
- The Last Invasion (2013, David Flores) : Dans ce film, similaire à Independence Day, il est question de la Zone 51[26].
- Les Simpson : dans l'épisode Le Bus fatal, Lisa s'est perdue et se retrouve dans la Zone 51, où un militaire précise qu'en fait c'est la Zone 51-A, et où une carte dit : « Vous êtes ici, pas nous ».
- The Signal (2014) : les personnages principaux pensent se trouver dans la zone 51.
- Archer : Dans l'épisode 7, Nellis, de la saison 6 diffusé en 2015. L'avion de Cheryl Tunt s'approche trop près de la base, se fait toucher par un missile et se pose en urgence sur la base. Par la suite, Pam et Krieger rencontrent 2 extra-terrestres, et à la fin, on voit une soucoupe volante.
- Scorpion (2016) : l'épisode 8 de la saison 2 porte le nom de La Zone 51.
- TF1 Séries Films (2018)[27] : La Zone 51 apparaît dans un des jingles de publicité.
- Area 51 (2015) : Trois adolescents curieux pénètrent dans la mystérieuse Zone 51.
- Monstres contre Aliens, qui raconte l'histoire de monstres cachés dans la base.
- Godzilla (2014), le second MUTO s'en échappe avant de détruire Las Vegas.
- Code Lyoko, dans l'épisode 81 (Œil pour Œil), Aelita fait une référence à la zone 51 lorsqu'elle est dans une base militaire.

### Jeux vidéo
- Tony Hawk's Skateboarding : la zone 51 est le lieu du troisième et dernier niveau de compétition du jeu, appelé Roswell.
- Half-Life : la Zone 51 a largement inspiré le centre de recherches de Black Mesa, lieu principal de l'aventure.
- Grand Theft Auto: San Andreas : la zone 51 est représentée dans ce jeu vidéo, ainsi que les lieux environnants. Mais son nom a été changé en « Zone 69 ».
- Grand Theft Auto V : une base militaire se nommant « Fort Zancudo » ressemble presque à la zone 51, plus haut dans les nuages juste au-dessus de la base, il y a un OVNI que l'on peut voir de très près avec un véhicule volant.
- Tomb Raider 3 : la zone 51 ainsi que son intérieur représentent deux niveaux de ce jeu vidéo. L'héroïne, Lara Croft, retrouve d'ailleurs dans ces niveaux des extraterrestres et des fusées.
- Flight Simulator X : une mission consiste à reproduire un vol de Janet dans un Boeing 737 (blanc avec une bande rouge), pour atteindre la zone 51 depuis l'aéroport de McCarran Intl à Las Vegas. On peut apercevoir des OVNI lors de l'arrivée à l'aéroport de la zone 51.
- Call of Duty: Black Ops : la zone 51 est représentée dans la map multijoueur "hangar-18", où l'on retrouve  des SR-71, des extraterrestres et d'autres expériences. Elle est aussi présente sur la map zombie Moon.
- Perfect Dark (2000) : la zone 51 est représentée dans ce jeu vidéo ; une partie de l'histoire du jeu consiste à s'y infiltrer pour aller y sauver un extra-terrestre.
- Deus Ex : la zone 51 est la dernière mission du jeu, qui renferme le système Hélios – basé dans son concept sur le véritable programme Echelon. La base renferme des extraterrestres, nommés les Grays.
- Duke Nukem 3D : la zone 51 est représentée dans un niveau bonus, où l'on découvre un certain nombre des éléments du folklore de la science-fiction : téléporteurs, autopsies sur extraterrestres, vaisseau alien, etc.
- World of Warcraft : un lieu porte le nom de « Zone 52 » et se situe à Raz-de-Néant. Elle est surveillée par des gobelins habillés en smoking noir.
- Crash Bandicoot 3 : le niveau 28 porte le nom d'Area 51. On y fait une course contre des soucoupes volantes.
- Destroy All Humans! : un lieu du jeu porte le nom de « Zone 42 » ; le joueur doit y détruire un OVNI récupéré par les militaires puis détruire la base à l'aide d'une arme atomique expérimentale.
- Les Sims 2 : dans la version PSP du jeu, la zone 51 y est représentée en tant que zone du jeu.
- Area 51 : jeu vidéo mettant en scène les « mystères de la zone 51 », et faisant passer celle-ci comme un complexe de recherche dont le but est de créer un vaisseau spatial et divers armements avancés s'appuyant sur les technologies extraterrestres.
- Champions Online : une zone dans le désert porte le nom de « Zone 51 », complexe militaire étudiant un vaisseau extraterrestre proche d'un site de crash.
- SimCity 4 : la zone 51 y est représentée comme bâtiment à construire, on peut à partir de ce bâtiment contrôler un chasseur supersonique, et un vaisseau extraterrestre.
- Social War : la zone 51 est représentée par un centre de recherche permettant diverses améliorations. Un deuxième centre de recherche permettant une autre série de constructions est aussi présente.
- Redneck Rampage Rides Again : le premier niveau se déroule dans l'Area 51 (rebaptisée Area 69 par les clones et les aliens) et on découvre à l'intérieur du complexe un centre de commandement stratégique et une soucoupe volante marquée CCCP aux couleurs de l'Union Soviétique.
- DC Universe Online : la Zone 51 apparaît dans ce jeu. C'est une instance au cours de laquelle la base est envahie par les sbires extraterrestres de Brainiac.
- Digital Combat Simulator 2.0 : La base de Groom Lake est présente dans la zone de vol de la carte Nevada.
- Fallout: New Vegas : la base aérienne de Nellis peut se référer à la Zone 51 par son accès protégé et la présence d'appareils aériens, de hangars et par ses habitants xénophobes et secrets.
- The Escapists 2 : la prison "area 17" fait référence à la zone 51. C'est une des prisons les mieux gardées du jeu.
- Mario & Luigi: Superstar Saga et son remake : à l'un des endroits du Plateau Stella se trouve une pancarte qui indique à Mario et Luigi qu'ils se trouvent actuellement à la zone 51 de ladite frontière céleste. Cette référence est exceptée dans les versions anglophones et néerlandaise.
- Wolfenstein II : The New Colossus : La Zone 52 accueillant des OVNI et des fusées nazies est directement inspirée de la Zone 51, son emplacement est également censé être le même que la zone de la réalité.

### Bandes dessinées
- Groom Lake, bande dessinée de Hervé Richez et Jean-Jacques Dzialowski publiée chez Bamboo, dans la collection Grand Angle ; la zone 51 y est le théâtre d'expériences sur des cobayes humains.
- Les Agresseurs, épisode de la bande dessinée Buck Danny de Charlier où les héros s'entrainent à la base de Nellis dans le Nevada dans le cadre du programme Red Flag. L'un des protagonistes détourne son avion et survole la zone 51 où sont effectués les essais de prototypes aéronautiques militaires top-secret.
- Le Lièvre de Mars, le héros se rend dans la zone 51.
- Le donjon de Naheulbeuk, tome 23, page 21 ; un nain prononce cette phrase, à la suite de la réussite de l'expédition des fiers de hache : « Père ! Tu ne vas pas me croire, mais les surfaciens ont nettoyé la zone 51 ! » .

### Romans
- L'avenir ne sera plus ce qu'il était, roman de Yann Quero publié en 2010, dans lequel un groupe d'Américains part à la recherche de la soucoupe de Roswell et en découvre des traces dans la zone 51.
- Le Livre des morts, roman de Glenn Cooper, dans lequel le personnage principal travaille sur la sécurité des archives de la zone 51.

### Musique
- Le DJ Hardwell a intitulé une chanson Area 51, en collaboration avec DallasK, sur son album United We Are ;
- Le DJ PhaseOne a intitulé une chanson Area 51, en collaboration avec F3tch;
- Le groupe de thrash metal américain Megadeth a intitulé une de ses chansons Hangar 18 dans l'album Rust in Peace ;
- Le groupe Tool mentionne la zone 51 dans plus d'une chanson, dont Rosetta Stoned de l'album intitulé 10,000 Days ;
- La zone 51 est le thème de la chanson du groupe Pixies The Happening, sur l'album Bossanova.
- Le guitariste de metal Yngwie Malmsteen a intitulé une de ses chansons Hangar 18, area 51 dans l'album Alchemy ;
- La société américaine de production musicale de bande-annonce Two Steps from Hell a intitulé l'une de ses chansons Area 51, dans l'album Nero ;
- Le groupe des Casseurs Flowters utilise le terme de « zone 51 » dans la chanson Manger c'est tricher ;
- Le DJ Burnedd a intitulé une chanson Area 51 (Jump up) ;
- Le groupe Hilight Tribe a intitulé une chanson Area 51 dans l'album Trancelucid.
- Le groupe Columbine a intitulé une chanson Zone 51, sur leurs album Clubbing for Columbine.

### Films documentaires
- « Dreamland Zone 51, des Ovnis dans le désert », documentaire américano-britannique de Bruce Burgess, 1997.
- « La Zone 51, Est-elle une base spatiale secrète? », documentaire américain (Collection Secret et mystère du monde) de David W. Balsiger et Gail Fallen, 2000.
- « Zone 51, Nevada, USA », documentaire russo-américain de De Dirk Pohlmann, 2008.
- « Conspiracy Theory with Jesse Ventura », documentaire animé par Jesse Ventura, ex-gouverneur du Minnesota, qui enquête sur des conspirations supposées auxquelles prendrait part le gouvernement américain (série documentaire 2009-2012).
- « Inside : Zone 51 », documentaire américain de Peter Yost pour National Geographic Channel, 2010.